# Riudabella
Riudabella es troba al peu del bosc de Poblet, i és una entitat de població del terme municipal de Vimbodí i Poblet. Del castell de Riudabella, situat a cinc kilòmetres de la vila de Vimbodí, se'n té la primera notícia l'any 1168. Actualment, el castell està rodejat de grans extensions de vinyes i és seu de la finca i allotjament rural de Cal Celdoni. El nucli urbà és una obra historicista protegida com a Bé Cultural d'Interès Local.

## Descripció
L'antiga granja de Poblet, d'aspecte fortificat per la intervenció historicista del segle xix i la muralla d'època neoclàssica, és ara una casa de turisme rural. A tocar del conjunt hi ha una immensa bassa de regadiu.

## Història
L'origen de Riudabella està en la granja que hi instal·laren els monjos de Poblet a final del segle xii o inicis del segle xiii. Al llarg dels segles s'anà ampliant fins que després de la desamortització del segle xix fou comprada per la família Gil, que li donà l'aspecte actual. Actualment, l'edifici és encara propietat dels seus descendents, la família Gil Moreno de Mora, i ha estat habilitat com a casa de turisme rural i per a la celebració d'esdeveniments.